# Schönberg (Haute-Bavière)
Pour les articles homonymes, voir Schönberg.
Schönberg est une commune de Bavière (Allemagne), située dans l'arrondissement de Mühldorf am Inn, dans le district de Haute-Bavière.